# Maciej Czyżowicz
Maciej Czyżowicz, född den 28 januari 1962 i Szczecin, Polen, är en polsk idrottare inom modern femkamp.
Han tog OS-guld i lagtävlingen i samband med de olympiska tävlingarna i modern femkamp 1992 i Barcelona.